# Keep Me in Mind
Albums de Miriam Makeba
Makeba!
(1968) A Promise
(1974)
Keep Me in Mind est un album de Miriam Makeba, sorti en 1970.
Cet album consiste en un ensemble de reprises de chansons de Van Morrison, Stephen Stills, John Lennon-Paul McCartney et John Fogerty, avec des chansons composées par Miriam Makeba. Le premier titre est une chanson écrite par sa fille Bongi Makeba en hommage à Patrice Lumumba.

## Titres
1. "Lumumba" (Bongi Makeba)
2. "For What It's Worth" (Stephen Stills)
3. "Brand New Day" (Van Morrison)
4. "I Shall Sing" (Van Morrison)
5. "Kulala" (Makeba)
6. "In My Life" (John Lennon-Paul McCartney)
7. "Down On The Corner" (John Fogerty)
8. "Ibande" (Makeba)
9. "Measure The Valleys" (Robert Brittan)
10. "Tululu" (Makeba)